# Forqueray

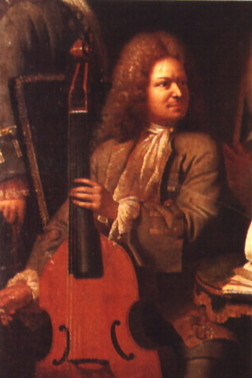
Antoine Forqueray

Forqueray (ook Frocray, Forcroi, Fourcray, Fourcroy of Fourqueray) is de naam van een Franse familiedynastie van componisten, dansmeesters, gambisten en organisten tussen ca. 1650 en 1785, La Forqueray genoemd door hun tijdgenoten.
Het bekendste lid van de familie is Antoine Forqueray (bijgenaamd 'le père'; 1672-1745), met Marin Marais, een van de meest vooraanstaande componisten en spelers van de viola da gamba tijdens het ancien régime.

## Michel I Forqueray
Michel Forqueray (Chaumes-en-Brie, 6 april 1650 – Parijs, eind 1714) was dansmeester en instrumentalist; hij is de verbinding tussen de tak van gambisten en organisten binnen de familie. Onderwijs in muziek ontving hij mogelijk van een van de leden van de Couperin-familie. Michel Forqueray vestigde zich in ca.1670 in Parijs, waar hij verder muziekonderwijs ontving van Urbain Reffier, violist in het hoforkest, en hij verwierf zijn meesterschap in dans en instrumentalist in 1675. In Parijs musiceerde hij samen met zijn zoon Antoine. In de laatste jaren van zijn leven bekommerde hij zich om zijn kleinzoon Jean-Baptiste-Antoine, die verwaarloosd was door zijn vader.

## Michel II Forqueray
Michel Forqueray (Chaumes-en-Brie, gedoopt op 15 februari 1681 – Montfort-l'Amaury, 30 mei 1757) was een neef van Antoine Forqueray en een leerling van Jean-Baptiste-Antoine Dupuis, de organist van de abdij van Chaumes. Tussen 1698 en 1702 vestigde hij zich in Parijs waar hij in 1703 organist werd van de St.Martin-des-Champs en op 20 juli 1704 organist van de St. Séverin. Beide posten behield hij tot zijn dood.

## Nicolas-Gilles Forqueray
Nicolas-Gilles Forqueray (bijgenaamd 'le neveu'; Chaumes-en-Brie, gedoopt op 15 februari 1703 – Chaumes-en-Brie, 22 oktober 1761) was een neef van Michel II Forqueray en achterneef van Jean-Baptiste Forqueray. Hij studeerde bij Jean-Baptiste-Antoine Dupuis en vestigde zich in 1719 in Parijs en verwierf al spoedig als organist de positie van maître de la chapelle et musique aan het hof van Lodewijk XV. In Parijs bekleedde hij de post van organist in diverse kerken.
Er zijn geen werken van Nicolas-Gilles Forqueray overgeleverd.

## Antoine Forqueray

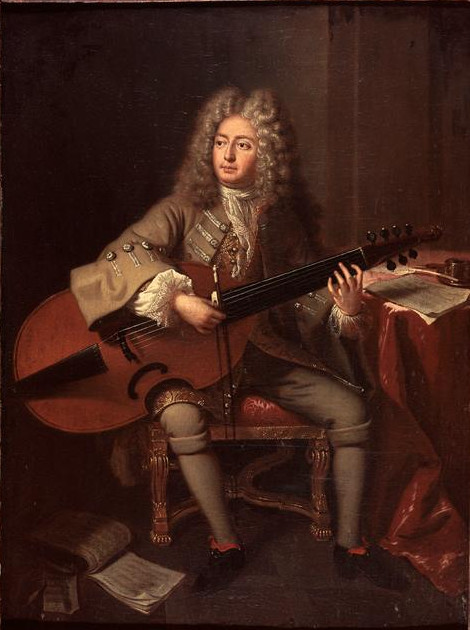
Marin Marais

Antoine Forqueray (Parijs, september 1672 – Mantes, 28 juli 1745), zoon van Michel Forqueray, werd met Marin Marais een van de belangrijkste componisten voor en bespelers van de viola da gamba ('viole' in het Frans).
Zijn vader gaf hem vioolles en op vijfjarige leeftijd speelde hij voor Lodewijk XIV. Lodewijk XIV nam hem op als page en liet hem de gambalessen volgen. In 1689, op 17-jarige leeftijd, volgde hij Gabriel Expilly op als musicien ordinaire de la Chambre du Roi (zie Musique du roi) als gambist. La Borde (aan wie Forqueray een werk opdroeg, de allemande La Laborde) zei dat hij de 'meest getalenteerde gambaspeler van zijn tijd was'. Tussen 1710 en 1715 verwierf hij een functie in de Chapelle royale; in 1742 ging die functie over naar zijn zoon Jean-Baptiste-Antoine.
Antoine Forqueray was ook 'ordinaire de la musique' (dat wil zeggen in reguliere dienst) van de hertog van Orléans en was een van de musici aan het hof van de keurvorst van Beieren tijdens diens ballingschap in Compiègne. Ook de hertog van Bourgondië, de dauphin, zoon van Lodewijk XIV, was een van zijn leerlingen, evenals prins Karel van Frankrijk.
Samen met François Couperin en Jean Buterne, Robert de Visée en Pignon Descoteaux speelde hij aan het hof, maar ook in Saint Maur bij de prins de Condé en in Sceaux bij de hertogin van Maine.
Forqueray was fameus om zijn gave tot improviseren; hij werd gerekend tot de meesters onder de gambisten. Zowel de regent als Maximiliaan II Emanuel van Beieren schonken hem hun gamba.
Antoine Forqueray huwde in 1697 met Henriette-Angélique Houssu, telg uit een Parijs organistengeslacht; haar vader, Antoine Houssu, was organist van de Saint-Leu-St-Gilles en de Saint-Jean-en-Grève. Zij was zelf een bekwaam claveciniste en gaf met haar echtgenoot concerten in het Hôtel de Soissons, de residentie van de Prins van Carignan, waar het echtpaar zelf ook woonde.
Het huwelijk was echter alleszins gelukkig. Antoine Forqueray sloeg zijn vrouw; zij ging regelmatig, zo blijkt uit de archieven van het commissariaat van Chatelêt, naar haar ouders terug en omschreef haar man als heetgebakerd. Een proces dat hij tegen zijn vrouw begon in 1710 wegens overspel verloor hij, maar uiteindelijk leidde dit toch tot een scheiding.
Ook de relatie met zijn zoon Jean-Baptiste was gespannen. Hij sloeg zijn zoon niet alleen, maar liet hem in 1715 zelfs ook opsluiten in de Bicêtre gevangenis; in 1725 zorgde hij ervoor dat zijn zoon werd verbannen – voor 10 jaar 'sous peine de la vie'op straffe des doods' – omdat hij hem ervan beschuldigde dat hij zich met "toutes sortes de débauches, surtout avec des filles de mauvaise vie, volant et prenant dans toutes les maisons ou son art luy donnait accès".
Daarnaast verloor hij zakelijk aanzienlijke bedragen door speculaties tijdens de crisis van John Law en de Mississippi Compagnie; de regent zorgde er met een gift van 100.000 livres ervoor dat hij financieel er weer boven kwam.
In 1731 trok hij zich in Mantes-la-Jolie terug met zijn gehandicapte dochter, dicht bij zijn vriend, de componist Nicolas Bernier, waar hij tot zijn dood woonde.
De techniek en de stijl van Forqueray was alom bekend. De Mercure de France schreef dat hij op de gamba alles wilde doen wat de Italianen op de viool konden doen en dat hij hem dat ook was gelukt. Men noemde de moeilijkheidsgraad van zijn werken die alleen hij en zijn zoon konden spelen. Ook Forqueray's improvisatietalent werd geroemd. Hubert le Blanc, kunstkenner en amateurgambist, noemde zijn werk grillig, fantastisch en bizar en maakte de beroemd geworden uitspraak dat Marais als een engel speelde en Forqueray als een duivel.
Na zijn dood werden zijn werken in 1747 uitgegeven door zijn zoon Jean-Baptiste-Antoine (zie hieronder), tezamen met een transcriptie voor klavecimbel: PIECES DE VIOLE Composées par Mr. FORQURAY Le Pere Mises en Pieces De Clavecin Par Mr. FORQUERAY Le Fils, Ordinaire de la Musique de la Chambre du Roi. Dédiés A MADAME LA DAUPHINE.. Veel werk moet verloren zijn gegaan. Een necrologie maakt melding van ongeveer 300 werken voor gamba; ook zijn zoon kondigt in de eerste uitgave, de Pièces de viole pour la basse continue, aan dat er vervolguitgaven zouden volgen.

## Jean-Baptiste-Antoine Forqueray

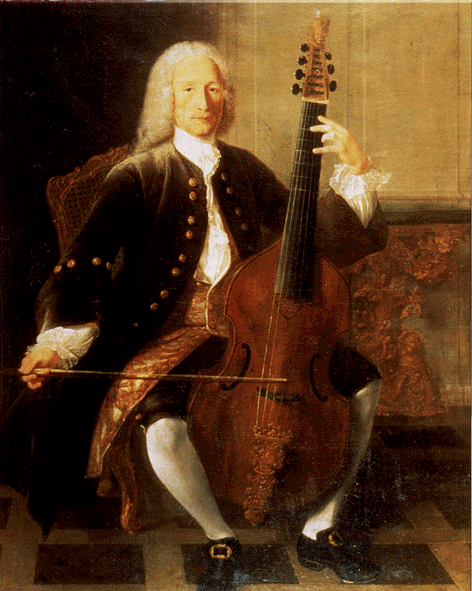
Jean-Baptiste-Antoine Forqueray

Tijdgenoten waardeerden ook Jean-Baptiste (Parijs, 3 april 1699 – Parijs 19 juli 1782), evenzeer als zijn vader Forqueray een wonderkind. Daquin zei over hem: "Il a tous les talens de son père: à la plus grand exécution il joint les grâces les plus aimables. Les Pièces les plus difficiles ne lui coutent aucune peine, il les joue avec cette aisance qui caractérise le grand homme: tout devient sous ses doigts un chef d'oeuvre de délicatesse & d'élégance, et quoique, la viole ait perdu de ses droigts, elle retrouve avec lui ses anciens admirateurs".
Jean-Baptiste-Antoine moest de verwaarlozing en de jaloezie van zijn vader ondergaan: mishandeling, opsluiting in de gevangenis Bicêstre, verbanning (zie hierboven onder Antoine Forqueray). Bij het laatste had hij gelukkig invloedrijke leerlingen, waaronder Le Monflambert die hem te hulp kwam en de verbanning deed terugdraaien zodat hij in februari 1726 naar Frankrijk kon terugkeren.
Door zijn huwelijk met Jeanne Nolson kreeg hij toegang tot de kring van haar zwager, de kunstliefhebber Chevalier Etienne Boucon; Jean-Joseph Cassanéa de Mondonville, die Boucons dochter huwde, en Jean-Philippe Rameau behoorden tot dezelfde Bouconkring, evenals de violist en componist Jean-Pierre Guignon
In de jaren dertig van de 18e eeuw speelde Jean-Baptiste-Antoine regelmatig ten huize van de fermier-général; in de herfst van 1737 voerde hij met Telemann diens Parijse kwartetten uit.
Na de dood van Jeanne Nolson huwde Jean-Baptiste-Antoine de toen beroemde klaveciniste Marie-Rose Dubois. Op 14 september 1742 volgde hij officieel zijn vader op in diens functie, een post die hij tot net voor zijn hofpensioen in 1761 bekleedde. Tot 1776 werkte hij nog voor de Prins de Conti
Het lijkt opmerkelijk dat juist Jean-Baptiste de uitgaven van zijn vader heeft verzorgd, gezien de gespannen relatie die hij met hem had. Hoewel de werken zijn uitgegeven als het werk van zijn vader, staan ze in een vooruitstrevende, moderne midden-18e-eeuwse stijl die een bewerking van Jean-Baptiste doen vermoeden. Harmonisch staan de stukken vol met verminderde en overmatige akkoorden, Napolitaans sextakkoorden, none-akkoorden en akkoordenreeksen.
Hij geeft zelf aan in zijn voorwoord dat hij de baslijn heeft toegevoegd en ook de gambapartij zelf van vingerzetting heeft voorzien. Mogelijk heeft Jean-Baptiste de werken van zijn vader herschreven: de naam Antoine Forqueray was voldoende om de verkoop te doen stijgen. De werken waarvan hij aangeeft dat hij ze heeft geschreven zijn in stijl niet te onderscheiden van die van zijn vader.
De gelijktijdige publicatie van de Pièces de Viole in een klavecimbeltranscriptie was vanuit zakelijk oogpunt een handige zet. Terwijl de belangstelling voor de viola da gamba tanende was, bloeide die voor het klavecimbel. Parijs was het centrum van de klavecimbelbouw en er was een goede markt voor klavecimbelmuziek, zowel op professioneel als amateurniveau. De (idiomatische) transcripties zijn mogelijk door zijn vrouw Marie-Rose gemaakt; de transcripties zijn een soort herinterpretatie van de originelen, met groter gebruik van contrapunt, bas octaven en vloeiende gearpeggieerde basfiguren dan in de oorspronkelijke gambawerken.
De Pieces de viole van Forqueray vormen het hoogtepunt van de Franse virtuso gambatraditie. Forqueray gebruikte vooruitstrevende vingerzettingen, Italiaanse strijktechnieken en versieringen en 260 verschillende manieren van akkoordpatronen, inclusief 42 verschillende variaties voor verminderde akkoorden. De benadering getuigt van een grote kennis van de mogelijkheden van de gamba en is sterker beïnvloed door eigentijdse Franse violisten dan door gambisten, zoals Charles Dollé of Roland Marais.

### De werken

Henriëtte Anne van Frankrijk

Het voorwoord tot de werken is als volgt:
A MADAME HENRIETTE
de France
Madame,
L'ouvrage que je prends la liberté de vous offrir a mérité à feu mon père la réputation dont il a joüi pendant sa vie, et la Protection que vous voulés bien accorder, Madame, va lui assurer l'immortalité. La Viole, malgré ses avantages, est tombée dans une Espèce d'oubli, vôtre gôut, Madame, peut lui rendre la célébrité quelle a eue si long temps, il peut exciter l'émulation de ceux qui cultivent la Musique; Pour moi, Madame, un motif plus pressant m'engage a redoubler mes veilles. Le bonheur que j'ay eu de vous voir aplaudir à mes faibles talens va renouveller l'ardeur de mon zèle: heureux si par mon travail je puis contribuer à vos amusemens.
Je suis avec le plus profond respect,
Madame
Votre très humble et très obeïssant serviteur
FORQUERAY
- Première Suite in c
  - Allemande: La La Borde
  - La Forqueray
  - La Cottin
  - La Bellemont
  - La Portugaise
  - La Couperin
- Deuxième Suite in G
  - La Bouron
  - La Mandoline
  - La Du Breüil
  - La Leclair
  - La Buisson: Chaconne
- Troisième suite in c
  - La Ferrand
  - La Régente
  - La Tronchin
  - La Angrave 1)
  - La Du Vaucel 1)
  - La Eynaud
  - Chaconne: La Morangis ou la Plissay 1)
- Quatrième Suite in g
  - La Marella
  - La Clément
  - Sarabande: La D'Aubonne
  - La Bournonville
  - La Sainscy
  - Le Carillon de Passy
  - La Latour
- Cinquième suite
  - La Rameau
  - La Guignon
  - La Léon: Sarabande
  - La Boisson
  - La Montigni
  - La Sylva
  - Jupiter

1) werken van Jean-Baptiste-Antoine Forqueray

## Geselecteerde discografie

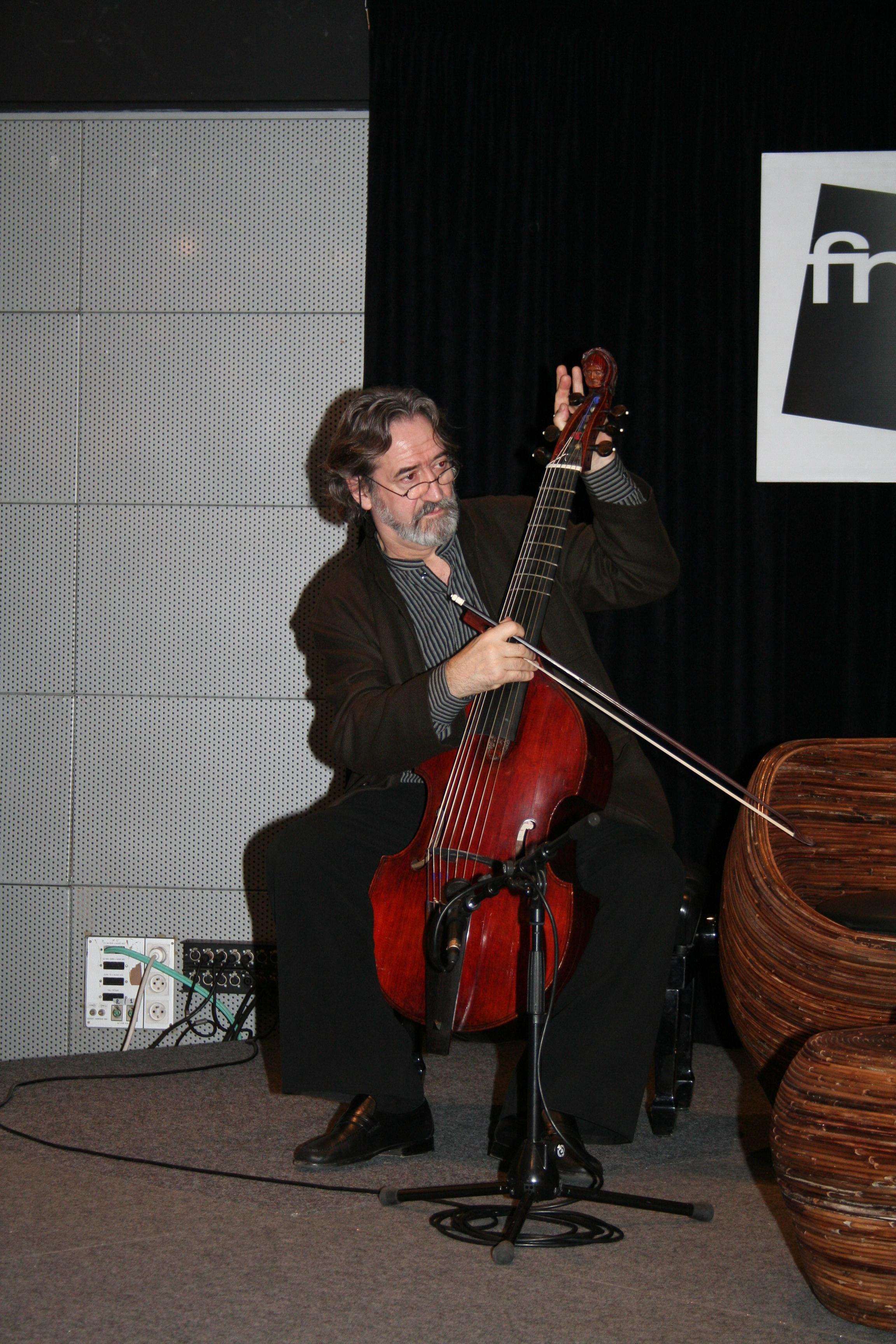
Jordi Savall

Werken voor viola da gamba (basse de viole):
- Paolo Pandolfo (Complete opname)(Glossa, 2 Cds, GCD 920401)
- Lorenzo Duftschmid (PAN Classics, 2CDs, PC 10190)
- Jordi Savall met Christophe Coin (gamba's) en Ton Koopman (klavecimbel)(2 suites; Astrée 8707)
- Prosper Lugassy met Christine Plubeau (gamba's) en Sébastien Guillot (klavecimbel) (Integral Classic 221.119)

Transcripties voor klavecimbel door Jean-Baptiste Forqueray:
- Opnames van de complete werken:
  - Michael Borgstede (Brilliant Classics, 2CDs, 94108)
  - Blandine Rannou (Zig Zag Territoires, 2CDs, ZZ080301-2)
  - Christophe Rousset (klavecimbel van Hemsch uit 1761)(Decca, 2CDs, 466 976-2)
- Selecties uit de complete werken:
  - Luc Beauséjour, 3 suites (Naxos, 8.553407)
  - Gustav Leonhardt (met La Superbe, ou La Forqueray van Francois Couperin en La Forqueray van Jacques Duphly)(Sony Classical Vivarte, SK 48 080)
  - Gustav Leonhardt (klavecimbel van Hemsch uit 1751)(met La Superbe, ou La Forqueray van Francois Couperin en La Forqueray van Jacques Duphly)(EMR, No.001)
  - Mitzi Meyerson (2 suites)(Virgin Classics Veritas, 0 7777 59310 2 0)
  - Skip Sempé (met Jay Bernfeld op enkele werken voor gamba)(Deutsche Harmonia Mundi, RD 77262)
  - Ton Koopman (2 suites + Le Leclair)(Erato Musifrance, 2292-45751-2)